# Good Morning Aztlán
Good Morning Aztlán è un album dei Los Lobos, pubblicato dalla Mammoth Records nel giugno del 2002.

## Tracce
Brani composti da David Hidalgo e Louie Pérez, tranne dove indicato
CD 1
1. Done Gone Blue – 3:50
2. Hearts of Stone – 4:54
3. Luz de mi vida – 3:42 (Cesar Rosas, Louie Pérez)
4. Good Morning Aztlán – 4:07
5. The Big Ranch – 3:53
6. The Word – 5:08 (Cesar Rosas, Louie Pérez)
7. Malaqué – 4:32
8. Tony y Maria – 3:14
9. Get to This – 3:37
10. Maria Cristina – 3:12 (Cesar Rosas)
11. What in the World – 2:50
12. Round & Round – 4:47

CD 2
1. Can't Stop the Rain (Live) – 3:16 (Cesar Rosas)
2. Manny's Bones – 3:18

## Musicisti
- David Hidalgo - voce, chitarra, requinto jarocho, melodica, basso, batteria
- Cesar Rosas - voce, chitarra, quatro
- Steve Berlin - flauto, sax, tastiere, percussioni
- Conrad Lozano - voce, basso
- Louie Pérez - chitarra, jaranas, batteria, percussioni

Musicisti aggiunti 
- Martha Gonzalez - voce
- Bucky Baxter - steel guitar
- Fermin Herrera - arpa
- Cougar Estrada - batteria, percussioni
- Pete Thomas - batteria, percussioni
- Rick Marotta - batteria
- Victor Bisetti - percussioni